# SG Einheit Zepernick
Der SG Einheit Zepernick e.V. ist ein Sportverein in Zepernick, einem Ortsteil der Gemeinde Panketal in Brandenburg.

## Geschichte
Um 1925 war der Vereinsname noch Verein für Leibesübungen Sportfreunde Zepernick. Vereinsführer war Erwin Pohl. Zwischen 1930 und 1939 zählte der Verein 300 Mitglieder. 1954 fand eine Neugründung unter dem Namen Sportgemeinschaft Zepernick (S.G.) statt. 1958 wurde dieser Sportverein umbenannt in Sportgemeinschaft „Einheit Zepernick“. 1983 bis 1989 war der Verein Mitglied der DDR-Liga/Oberliga und gewann sieben Meistertitel im Bogenschießen. Im Jahr 1988 zählte der Verein 400 Mitglieder. 1994 wurde der Pachtvertrag über die Sportstätte an der Straße der Jugend unterzeichnet. 2005 bis 2008 war der Verein außerdem der Betreiber des Hochseilklettergartens in Hobrechtsfelde.
Im Jahr 2008 hatte er 527 Mitglieder und umfasste die Abteilungen Fußball, Handball, Volleyball, Sportschießen, Turnen, Frauengymnastik, Shotokan-Karate. Vorsitzender ist Jörg Klix seit Januar 2009.

## Abteilungen

### Volleyball
Die Volleyballabteilung wurde 2004 gegründet und verfügt aktuell über drei Frauenteams, mehrere Jugendmannschaften und ein Freizeit-Mixed-Mannschaft. Die erste Frauenmannschaft des Vereins steig zur Saison 2017/18 in die Regionalliga Nordost auf. Nachdem man in den ersten beiden Spielzeiten in der Regionalliga den achten und vierten Platz belegt hatte, belegte in der Saison 2019/20, welche aufgrund der COVID-19-Pandemie abgebrochen wurde, zum Zeitpunkt des Abstiegs den sechsten Platz. Trotzdem entschied sich die Mannschaft und der Verein sich für den Aufstieg in die Dritte Liga zu bewerben. Vom DVV erhielt man für die Saison 2020/21 einen Startplatz in der Nordstaffel der Dritten Liga. Aufgrund von der COVID-19-Pandemie wurde diese Saison aber bereits frühzeitig abgebrochen, sodass die Mannschaft aus Zepernick nur vier Spiele absolviert hatte.
In der Saison 2021/22, welche in der Nordstaffel in einer Vorrunde und einer Endrunde ausgetragen wurde, qualifizierte sich die SG Einheit Zepernick über die Vorrunde für die Aufstiegsrunde und beendete am Ende die Saison auf den dritten Platz. Auch in den beiden folgenden Saison konnte die Mannschaft des Vereins mit dem siebten bzw. dem sechsten Platz jeweils den Klassenerhalt erreichen.

### Fußball
Mit 240 Mitgliedern ist die Abteilung Fußball die größte Abteilung des Vereins. Die Abteilung nimmt mit sechzehn Mannschaften am Spielbetrieb 2016/17 im Fußballkreis Barnim und mit zwei Mannschaften im Fußball-Landesverband Brandenburg teil. Im Jahr 2015 gelang der Aufstieg der 1. Fußball-Männermannschaft in die Kreisoberliga.

### Bogenschießen
Die Abteilung des Sportschießens hat landes- und bundesweit Erfolge erzielt. Die meisten DBSV-Medaillen bei deutschen Meisterschaften zwischen 1991 und 2008 erzielte Frank Möller (37 Gold, 16 Silber und 10 Bronze). Bei den Europameisterschaften 2008 des BHC in Estland belegte Frank Möller in der Klasse Herren Recurvebogen den 5. Platz.
Bei der Europameisterschaft im Armbrustschießen auf 3D-Ziele des Welt-Armbrustschützen-Verbands im österreichischen Schlagl wurde die Mannschaft der SG Einheit Zepernick mit den Schützen Hendrik Gorek, Harald Nischan und Andreas Wernicke Dritter und gewann die Bronzemedaille.